# Kara-klasse
De Kara-klasse is de NAVO-codenaam voor een klasse van geleidewapenkruisers uit de Sovjet-tijd. De Sovjet aanduiding is  Project 1134B Berkut B (Russisch: Большие противолодочные корабли проекта 1134-Б).
Deze schepen waren uitgebreidere versies van de Kresta-klasse met gasturbinemotoren en verbeterde commando- en controlefaciliteiten. Deze schepen zijn puur voor de onderzeebootbestrijding, maar slechts met één helikopter uitgerust, waardoor hun capaciteit beperkt is. De schepen werden gebouwd door de 61 Kommunar Scheepswerf in Mykolajiv aan de Zwarte Zee.

## Schepen
- Nikolajev - Николаев -(1971) - gesloopt in 1994
- Otsjakov -Очаков - (1973) - opzettelijk gezonken in 2014
- Kertsj- Керч - (1974) - gesloopt in 2020
- Azov - Азов - (1975) - dit schip diende als testschip voor het SA-N-6 raketsysteem, Uit dienst 28 december 1998, Gesloopt door Inkerman (Sevastopol) in 1999-2000
- Petropavlovsk - Петропавловск - (1976), verkocht voor schroot in 1996
- Tasjkent - Ташкент - (1977), verkocht voor schroot in 1994
- Vladivostok - Владивосток - (ex Tallinn) (1979), verkocht voor schroot in 1994